# Kyrkhults församling
Kyrkhults församling är en församling i Blekinge kontrakt, Lunds stift och Olofströms kommun. Församlingen utgör ett eget pastorat.
Församlingskyrka är Kyrkhults kyrka.

## Administrativ historik
Församlingen bildades 1 maj 1865 genom utbrytning ur Jämshögs församling. Församlingen utgör ett eget pastorat.

## Kyrkoherdar
| Verksam   | Namn              | Född                                          | Död                                     |
| --------- | ----------------- | --------------------------------------------- | --------------------------------------- |
| 1865-1895 | Pehr Rönbäck      | 19 maj 1824 Jämshög (Kyrkhult), Blekinge län. | 31 januari 1895 Kyrkhult, Blekinge län. |
| 1895-1934 | Nils Stigner      | 15 september 1859 Stiby, Kristianstads län.   | 6 december 1934 Kyrkhult, Blekinge län. |
| 1935-1972 | Helge Simonsson   | 9 september 1905 Södra Möckleby, Kalmar län.  | 8 april 1991 Farsta, Stockholms län.    |
| 1972-1977 | Magnus Johansson  | 27 februari 1917 Malmö S:t Petri              | 12 januari 1984 Malmö                   |
| 1977-1999 | Stig Jönsson      | 5 juli 1934 Åryd, Blekinge län.               | 4 december 2020 i Jämshög               |
| 1999-2009 | Pär-Magnus Möller | 12 mars 1970 Fosie, Malmöhus län.             | -                                       |
| 2009-2013 | Tobias Bäckström  | 1971                                          | -                                       |
| 2014-2018 | Alve Svensson     | 1951-05-02 Nässjö, Jönköpings län.            | -                                       |
| 2018-2023 | Martin Skåring    | 1970-11-05 S:t Petri, Malmöhus län.           | -                                       |

## Komministrar/Kyrkoadjunkter
| Verksam   | Namn             | Född                                       | Död                                                             |
| --------- | ---------------- | ------------------------------------------ | --------------------------------------------------------------- |
| 1894-1895 | Nils Stigner     |                                            |                                                                 |
| 1920-1926 | Lauritz Schöldtz | 1895-01-07 Malmö Sankt Petri, Malmöhus län | 1979-04-15 Lunds domkyrkoförs, Malmöhus län                     |
| 1926-1931 | Helge Linde      | 1897-05-30 Landskrona                      | 1979-07-13 Näsum                                                |
| 1931-1935 | Helge Simonsson  |                                            |                                                                 |
| 1936-1947 | Erik Wärsiö      | 1907-05-26 Röke, Kristianstads län         | 1968-05-06 Hällaryd, Blekinge län                               |
| 1948-1961 | Gösta Trawén     | 1904-06-10 Tranås, Kristianstads län       | 1976-03-30 Kristianstads Heliga Trefaldighet, Kristianstads län |
| 1961-1964 | Stig Zetterberg  |                                            |                                                                 |
| 1968-1977 | Stig Jönsson     |                                            |                                                                 |
| 1978-1979 | Göran Landgren   | 1953-05-09 Västerås                        |                                                                 |
| 2001-2007 | Sven Röstin      | 1971-03-17 Ottarp, Malmöhus län            |                                                                 |
| 2013-2018 | Martin Skåring   | 1970-11-05                                 |                                                                 |
| 2020-     | Björn Lundmark   |                                            |                                                                 |

Källa: 